# Christof Gattringer
Christof Gattringer (* 1966 in Wien) ist ein österreichischer Teilchenphysiker. Seit 2005 ist er Professor für Computational Elementary Particle Physics an der Universität Graz, wo er seit 2019 auch als Vizerektor für Forschung und Nachwuchsförderung fungierte. Im Februar 2021 wurde er zum Präsidenten des österreichischen Wissenschaftsfonds FWF gewählt.

## Leben
Christof Gattringer begann 1984 ein Maschinenbaustudium an der Technischen Universität Graz. 1986 wechselte er an die Universität Graz, wo er Physik und Mathematik studierte. Ab 1992 betrieb er ein Doktoratsstudium als Stipendiat der Max-Planck-Gesellschaft (Max-Planck-Institut für Physik in München). 1995 promovierte er im Fach Physik an der Universität Graz, wo er sich 2002 auf dem Gebiet der Theoretischen Physik habilitierte.
Von 1996 bis 1998 forschte er als Schrödinger-Stipendiat an der University of British Columbia, anschließend war er bis 2000 Senior Research Associate am Massachusetts Institute of Technology (MIT). Nach seiner Rückkehr nach Europa war er Universitätsassistent an der Universität Regensburg. 2005 übernahm er eine Professur für Computational Elementary Particle Physics an der Universität Graz. 2009 wurde er Vizedekan für Forschung an der dortigen naturwissenschaftlichen Fakultät, 2015 wurde er zum Dekan gewählt. 2019 wurde er Vizerektor für Forschung und Nachwuchsförderung.
Sein Forschungsschwerpunkt ist die Quantenphysik, er ist Autor von mehr als 180 wissenschaftlichen Publikationen. Gemeinsam mit Christian B. Lang veröffentlichte er 2010 die Monografie Quantum Chromodynamics on the Lattice – An Introductory Presentation.
Im Februar 2021 wurde Gattringer vom Aufsichtsrat für eine Funktionsperiode bis September 2024 zum Präsidenten des österreichischen Wissenschaftsfonds FWF gewählt. Er übernahm diese Aufgabe im April 2021 von Interimspräsidenten Gregor Weihs. Die Wahl war notwendig geworden, nachdem der bisherige Präsident Klement Tockner Anfang 2021 als Generaldirektor der Senckenberg Gesellschaft nach Deutschland wechselte.

## Auszeichnungen (Auswahl)
- 2003: Ludwig-Boltzmann-Preis  der Österreichischen Physikalischen Gesellschaft[2]
- 2007: Josef-Krainer-Würdigungspreis[2][5]

## Publikationen (Auswahl)
- 2010: Quantum Chromodynamics on the Lattice – An Introductory Presentation, gemeinsam mit Christian B. Lang, Springer-Verlag Berlin, Heidelberg, New York 2010, ISBN 978-3-642-01850-3